# ICD-10 第10章:呼吸器系の疾患
本項は、『疾病及び関連保健問題の国際統計分類』第10版（ICD-10）の「第10章:呼吸器系の疾患」の一覧である。

## J00-J99 - 呼吸器系の疾患

### (J00-J06)　急性上気道感染症
- J00　急性鼻咽頭炎[かぜ]<感冒>
- J01　急性副鼻腔炎
  - J01.0　急性上顎洞炎
  - J01.1　急性前頭洞炎
  - J01.2　急性篩骨洞<蜂巣>炎
  - J01.3　急性蝶形骨洞炎
  - J01.4　急性汎副鼻腔炎
  - J01.8　その他の急性副鼻腔炎
  - J01.9　急性副鼻腔炎，詳細不明
- J02　急性咽頭炎
  - J02.0　レンサ球菌による咽頭炎
  - J02.8　その他の明示された病原体による急性咽頭炎
  - J02.9　急性咽頭炎，詳細不明
- J03　急性扁桃炎
  - J03.0　レンサ球菌による扁桃炎
  - J03.8　その他の明示された病原体による急性扁桃炎
  - J03.9　急性扁桃炎，詳細不明
- J04　急性喉頭炎及び気管炎
  - J04.0　急性喉頭炎
  - J04.1　急性気管炎
  - J04.2　急性喉頭気管炎
- J05　急性閉塞性喉頭炎[クループ]及び喉頭蓋炎
  - J05.0　急性閉塞性喉頭炎[クループ]
  - J05.1　急性喉頭蓋炎
- J06　多部位及び部位不明の急性上気道感染症
  - J06.0　急性喉頭咽頭炎
  - J06.8　多部位のその他の急性上気道感染症
  - J06.9　急性上気道感染症，詳細不明

### (J10-J18)インフルエンザ及び肺炎
- J10　インフルエンザウイルスが分離されたインフルエンザ
  - J10.0　肺炎を伴うインフルエンザ，インフルエンザウイルスが分離されたもの
  - J10.1　その他の呼吸器症状を伴うインフルエンザ，インフルエンザウイルスが分離されたもの
  - J10.8　その他の症状を伴うインフルエンザ，インフルエンザウイルスが分離されたもの
- J11　インフルエンザ，インフルエンザウイルスが分離されないもの
  - J11.0　肺炎を伴うインフルエンザ，インフルエンザウイルスが分離されないもの
  - J11.1　その他の呼吸器症状を伴うインフルエンザ，インフルエンザウイルスが分離されないもの
  - J11.8　その他の症状を伴うインフルエンザ，インフルエンザウイルスが分離されないもの
- J12　ウイルス肺炎，他に分類されないもの
  - J12.0　アデノウイルス肺炎
  - J12.1　ＲＳウイルス肺炎
  - J12.2　パラインフルエンザウイルス肺炎
  - J12.8　その他のウイルス肺炎
  - J12.9　ウイルス肺炎，詳細不明
- J13　肺炎レンサ球菌による肺炎
- J14　インフルエンザ菌による肺炎
- J15　細菌性肺炎，他に分類されないもの
  - J15.0　肺炎桿菌による肺炎
  - J15.1　緑膿菌による肺炎
  - J15.2　ブドウ球菌による肺炎
  - J15.3　Ｂ群レンサ球菌による肺炎
  - J15.4　その他のレンサ球菌による肺炎
  - J15.5　大腸菌による肺炎
  - J15.6　その他の好気性グラム陰性菌による肺炎
  - J15.7　マイコプラズマ肺炎
  - J15.8　その他の細菌性肺炎
  - J15.9　細菌性肺炎，詳細不明
- J16　その他の感染病原体による肺炎，他に分類されないもの
  - J16.0　クラミジア肺炎
  - J16.8　その他の明示された感染病原体による肺炎
- J17　他に分類される疾患における肺炎
  - J17.0　他に分類される細菌性疾患における肺炎
  - J17.1　他に分類されるウイルス性疾患における肺炎
  - J17.2　真菌症における肺炎
  - J17.3　寄生虫症における肺炎
  - J17.8　他に分類されるその他の疾患における肺炎
- J18　肺炎，病原体不詳
  - J18.0　気管支肺炎，詳細不明
  - J18.1　大葉性肺炎，詳細不明
  - J18.2　臥床<沈下>性肺炎，詳細不明
  - J18.8　その他の肺炎，病原体不詳
  - J18.9　肺炎，詳細不明

### (J20-J22)　その他の急性下気道感染症
- J20　急性気管支炎
  - J20.0　マイコプラズマによる急性気管支炎
  - J20.1　インフルエンザ菌による急性気管支炎
  - J20.2　レンサ球菌による急性気管支炎
  - J20.3　コクサッキーウイルスによる急性気管支炎
  - J20.4　パラインフルエンザウイルスによる急性気管支炎
  - J20.5　ＲＳウイルスによる急性気管支炎
  - J20.6　ライノウイルスによる急性気管支炎
  - J20.7　エコーウイルスによる急性気管支炎
  - J20.8　その他の明示された病原体による急性気管支炎
  - J20.9　急性気管支炎，詳細不明
- J21　急性細気管支炎
  - J21.0　ＲＳウイルスによる急性細気管支炎
  - J21.8　その他の明示された病原体による急性細気管支炎
  - J21.9　急性細気管支炎，詳細不明
- J22　詳細不明の急性下気道感染症

### (J30-J39)　上気道のその他の疾患
- J30　血管運動性鼻炎及びアレルギー性鼻炎<鼻アレルギー>
  - J30.0　血管運動性鼻炎
  - J30.1　花粉によるアレルギー性鼻炎<鼻アレルギー>
  - J30.2　その他の季節性アレルギー性鼻炎<鼻アレルギー>
  - J30.3　その他のアレルギー性鼻炎<鼻アレルギー>
  - J30.4　アレルギー性鼻炎<鼻アレルギー>，詳細不明
- J31　慢性鼻炎，鼻咽頭炎及び咽頭炎
  - J31.0　慢性鼻炎
  - J31.1　慢性鼻咽頭炎
  - J31.2　慢性咽頭炎
- J32　慢性副鼻腔炎
  - J32.0　慢性上顎洞炎
  - J32.1　慢性前頭洞炎
  - J32.2　慢性篩骨洞<蜂巣>炎
  - J32.3　慢性蝶形骨洞炎
  - J32.4　慢性汎副鼻腔炎
  - J32.8　その他の慢性副鼻腔炎
  - J32.9　慢性副鼻腔炎，詳細不明
- J33　鼻ポリープ
  - J33.0　鼻腔のポリープ
  - J33.1　副鼻腔ポリープ様変性
  - J33.8　副鼻腔のその他のポリープ
  - J33.9　鼻ポリープ，詳細不明
- J34　鼻及び副鼻腔のその他の障害
  - J34.0　鼻の膿瘍，せつ<フルンケル>及びよう<カルブンケル>
  - J34.1　鼻及び副鼻腔の、のう<嚢>胞及び粘液のう<嚢>胞<腫>
  - J34.2　鼻中隔弯曲症
  - J34.3　鼻甲介の肥厚
  - J34.8　鼻及び副鼻腔のその他の明示された障害
- J35　扁桃及びアデノイドの慢性疾患
  - J35.0　慢性扁桃炎
  - J35.1　扁桃肥大
  - J35.2　アデノイド肥大
  - J35.3　アデノイド肥大を伴う扁桃肥大
  - J35.8　扁桃及びアデノイドのその他の慢性疾患
  - J35.9　扁桃及びアデノイドの慢性疾患，詳細不明
- J36　扁桃周囲膿瘍
- J37　慢性喉頭炎及び慢性喉頭気管炎
  - J37.0　慢性喉頭炎
  - J37.1　慢性喉頭気管炎
- J38　声帯及び喉頭の疾患，他に分類されないもの
  - J38.0　声帯及び喉頭の麻痺
  - J38.1　声帯及び喉頭のポリープ
  - J38.2　声帯結節
  - J38.3　声帯のその他の疾患
  - J38.4　喉頭浮腫
  - J38.5　喉頭れん<攣>縮
  - J38.6　喉頭狭窄
  - J38.7　喉頭のその他の疾患
- J39　上気道のその他の疾患
  - J39.0　咽後及び副咽頭間隙膿瘍
  - J39.1　咽頭のその他の膿瘍
  - J39.2　咽頭のその他の疾患
  - J39.3　上気道過敏反応，部位不明
  - J39.8　上気道のその他の明示された疾患
  - J39.9　上気道の疾患，詳細不明

### (J40-J47)　慢性下気道疾患
- J40　気管支炎，急性又は慢性と明示されないもの
- J41　単純性慢性気管支炎及び粘液膿性慢性気管支炎
  - J41.0　単純性慢性気管支炎
  - J41.1　粘液膿性慢性気管支炎
  - J41.8　単純性及び粘液膿性混在型慢性気管支炎
- J42　詳細不明の慢性気管支炎
- J43　肺気腫
  - J43.0　マクロード症候群
  - J43.1　汎小葉性肺気腫
  - J43.2　中心小葉性肺気腫
  - J43.8　その他の肺気腫
  - J43.9　肺気腫，詳細不明
- J44　その他の慢性閉塞性肺疾患
  - J44.0　急性下気道感染症を伴う慢性閉塞性肺疾患
  - J44.1　急性増悪を伴う慢性閉塞性肺疾患，詳細不明
  - J44.8　その他の明示された慢性閉塞性肺疾患
  - J44.9　慢性閉塞性肺疾患，詳細不明
- J45　喘息
  - J45.0　アレルギー性喘息を主とする疾患
  - J45.1　非アレルギー性喘息
  - J45.8　混合型喘息
  - J45.9　喘息，詳細不明
- J46　喘息発作重積状態
- J47　気管支拡張症

### (J60-J70)　外的因子による肺疾患
- J60　炭坑夫じん<塵>肺(症)
- J61　石綿<アスベスト>及びその他の無機質線維によるじん<塵>肺(症)
- J62　珪酸を含む粉じん<塵>によるじん<塵>肺(症)
  - J62.0　タルク粉じん<塵>によるじん<塵>肺(症)
  - J62.8　珪酸を含むその他の粉じん<塵>によるじん<塵>肺(症)
- J63　その他の無機粉じん<塵>によるじん<塵>肺(症)
  - J63.0　アルミニウム肺(症)
  - J63.1　ボーキサイト線維症<肺(症)>
  - J63.2　ベリリウム肺(症)
  - J63.3　黒鉛線維症<肺(症)>
  - J63.4　鉄肺(症)
  - J63.5　錫肺(症)
  - J63.8　その他の明示された無機粉じん<塵>によるじん<塵>肺(症)
- J64　詳細不明のじん<塵>肺(症)
- J65　結核を伴うじん<塵>肺(症)
- J66　特異的な有機粉じん<塵>による気道疾患
  - J66.0　綿(花)肺
  - J66.1　麻服仕立工病
  - J66.2　カンナビス症<大麻肺>
  - J66.8　その他の特異的な有機粉じん<塵>による気道疾患
- J67　有機粉じん<塵>による過敏性肺臓炎
  - J67.0　農夫肺
  - J67.1　さとうきび肺
  - J67.2　鳥飼病
  - J67.3　コルク肺
  - J67.4　麦芽製造業者肺
  - J67.5　きのこ作業者肺
  - J67.6　かえで樹皮はぎ職人肺
  - J67.7　空調機肺及び加湿器肺
  - J67.8　その他の有機粉じん<塵>による過敏性肺臓炎
  - J67.9　詳細不明の有機粉じん<塵>による過敏性肺臓炎
- J68　化学物質，ガス，フューム及び蒸気の吸入による呼吸器病態
  - J68.0　化学物質，ガス，フューム及び蒸気による気管支炎及び肺臓炎
  - J68.1　化学物質，ガス，フューム及び蒸気による急性肺水腫
  - J68.2　化学物質，ガス，フューム及び蒸気による上気道炎，他に分類されないもの
  - J68.3　化学物質，ガス，フューム及び蒸気によるその他の急性及び亜急性呼吸器病態
  - J68.4　化学物質，ガス，フューム及び蒸気による慢性呼吸器病態
  - J68.8　化学物質，ガス，フューム及び蒸気によるその他の呼吸器病態
  - J68.9　化学物質，ガス，フューム及び蒸気による詳細不明の呼吸器病態
- J69　固形物及び液状物による肺臓炎
  - J69.0　食物及び吐物による肺臓炎
  - J69.1　油及びエッセンス剤による肺臓炎
  - J69.8　その他の固体及び液体による肺臓炎
- J70　その他の外的因子による呼吸器病態
  - J70.0　放射線による急性肺症状
  - J70.1　放射線による慢性及びその他の肺症状
  - J70.2　急性薬物誘発性間質性肺障害
  - J70.3　慢性薬物誘発性間質性肺障害
  - J70.4　薬物誘発性間質性肺障害，詳細不明
  - J70.8　その他の明示された外的因子による呼吸器病態
  - J70.9　詳細不明の外的因子による呼吸器病態

### (J80-J84)　主として間質を障害するその他の呼吸器疾患
- J80　成人呼吸窮<促>迫症候群<ＡＲＤＳ>
- J81　肺水腫
- J82　肺好酸球症，他に分類されないもの
- J84　その他の間質性肺疾患
  - J84.0　肺胞性及び肺胞周囲性病態
  - J84.1　肺線維症を伴うその他の間質性肺疾患
  - J84.8　その他の明示された間質性肺疾患
  - J84.9　間質性肺疾患，詳細不明

### (J85-J86)　下気道の化膿性及びえ<壊>死性病態
- J85　肺及び縦隔の膿瘍
  - J85.0　肺のえ<壊>疽及びえ<壊>死
  - J85.1　肺炎を伴う肺膿瘍
  - J85.2　肺炎を伴わない肺膿瘍
  - J85.3　縦隔膿瘍
- J86　膿胸(症)
  - J86.0　瘻(孔)を伴う膿胸(症)
  - J86.9　瘻(孔)を伴わない膿胸(症)

### (J90-J94)　胸膜のその他の疾患
- J90　胸水，他に分類されないもの
- J91　他に分類される病態における胸水
- J92　胸膜斑<プラーク>
  - J92.0　石綿<アスベスト>を含む胸膜斑<プラーク>
  - J92.9　石綿<アスベスト>を含まない胸膜斑<プラーク>
- J93　気胸
  - J93.0　緊張性自然気胸
  - J93.1　その他の自然気胸
  - J93.8　その他の気胸
  - J93.9　気胸，詳細不明
- J94　その他の胸膜病態
  - J94.0　乳び<糜>(胸膜)滲出
  - J94.1　線維胸
  - J94.2　血胸
  - J94.8　その他の明示された胸膜病態
  - J94.9　胸膜病態，詳細不明

### (J95-J99)　呼吸器系のその他の疾患
- J95　処置後呼吸器障害，他に分類されないもの
  - J95.0　気管切開による機能障害
  - J95.1　胸部手術に続発する急性肺機能不全
  - J95.2　胸部以外の手術に続発する急性肺機能不全
  - J95.3　手術に続発する慢性肺機能不全
  - J95.4　メンデルソン症候群
  - J95.5　処置後声門下狭窄
  - J95.8　その他の処置後の呼吸器障害
  - J95.9　処置後の呼吸器障害，詳細不明
- J96　呼吸不全，他に分類されないもの
  - J96.0　急性呼吸不全
  - J96.1　慢性呼吸不全
  - J96.9　呼吸不全，詳細不明
- J98　その他の呼吸器障害
  - J98.0　気管支の疾患，他に分類されないもの
  - J98.1　肺虚脱
  - J98.2　間質性気腫
  - J98.3　代償性肺気腫
  - J98.4　肺のその他の障害
  - J98.5　縦隔の疾患，他に分類されないもの
  - J98.6　横隔膜障害
  - J98.8　その他の明示された呼吸器障害
  - J98.9　呼吸器障害，詳細不明
- J99　他に分類される疾患における呼吸器障害
  - J99.0　リウマチ性肺疾患
  - J99.1　その他のびまん<広汎>性結合組織障害における呼吸器障害
  - J99.8　他に分類されるその他の疾患における呼吸器障害